# Morciano di Leuca
Morciano di Leuca – miejscowość i gmina we Włoszech, w regionie Apulia, w prowincji Lecce.
Według danych na rok 2004 gminę zamieszkiwało 3496 osób, 268,9 os./km².